# The Hopkins Review
The Hopkins Review es una revista académica que publica «ficción, poesía, memorias, ensayos sobre literatura, teatro, cine, artes visuales, música y danza». reseñas de libros en todas estas áreas, así como reseñas de espectáculos y exhibiciones. Originalmente Hopkins Review fue una revista trimestral, publicada por los seminarios de escritura de la Universidad Johns Hopkins de 1947 a 1953. En 2008, fue relanzada en una empresa conjunta entre los seminarios de escritura y la Johns Hopkins University Press. Entre sus colaboradores cuenta con reconocidos escritores y críticos, incluso el ganador del Premio Nobel de Literatura, J.M. Coetzee. La  actual (2022) redactora jefe es Dora malechi.